# Phacephorus
Phacephorus  (лат.) — род долгоносиков из подсемейства Entiminae.

## Описание
Плечи надкрылья явственные, резкие. Корзиночки задних голеней сзади резко поднимаются к верху. Передний край головотрубки со скошенной площадкой, покрытой мелкими металлически-блестящими чешуйками. Тело продолговатое, надкрылья с более или менее параллельными боками.

## Систематика
К роду относятся:
- вид: Phacephorus arcuatipennis Desbr. D. Loges, 1892
- вид: Phacephorus beckeri Reitter, E., 1903
- вид: Phacephorus bimaculatus Marshall, 1916
- вид: Phacephorus carinellus Schönherr, CJ.,
- вид: Phacephorus comparabilis Faust, 1894
- вид: Phacephorus decipiens Faust, 1890
- вид: Phacephorus hanchaicus Reitter,
- вид: Phacephorus hirtellus Faust, 1885
- вид: Phacephorus inuus Faust, 1887
- вид: Phacephorus lethierryi Reitter, E., 1903
- вид: Phacephorus murinus Bartels,
- вид: Phacephorus nasutus Reitter, 1903
- вид: Phacephorus nebulosus Reitter, E., 1903
- вид: Phacephorus niveus Reitter, E., 1903
- вид: Phacephorus nubeculosus Reitter, E., 1906
- вид: Phacephorus rotundicollis Tournier, 1874
- вид: Phacephorus russicus Faust, 1885
- вид: Phacephorus setosus Zumpt, T., 1937
- вид: Phacephorus sibiricus Reitter, E., 1903
- вид: Phacephorus tessellatus Voss, E., 1936
- вид: Phacephorus turbatus Faust, 1890
- вид: Phacephorus umbratus Faldermann, 1835
- вид: Phacephorus variatus Faust, J., 1894
- вид: Phacephorus vilis Fåhraeus, 1840
- вид: Phacephorus zuberi Desbr. D. Loges, 1872
- вид: Phacephorus zuberi Desbrochers, 1872